# Код авіакомпанії ІАТА
Код авіакомпанії ІАТА — 2- або 3-символьний індивідуальний ідентифікатор, що присвоюється авіакомпанії Міжнародною асоціацією повітряного транспорту (ІАТА). Цей код виділяється згідно резолюції ІАТА № 762 штаб-квартирою асоціації в Монреалі. Коди авіакомпаній використовуються авіакомпаніями, агентствами з продажу квитків, системами бронювання квитків та іншими підприємствами для передачі інформації, пов'язаної з комерційною діяльністю у галузі пасажирських авіаційних перевезень. Список кодів публікується ІАТА двічі на рік і доступний на офіційному сайті ІАТА.
У колишньому СРСР паралельно з кодами авіакомпаній ІАТА застосовується внутрішня система кодування авіакомпаній-перевізників. Ця система побудована аналогічно системі кодів ІАТА, але є самостійною системою.

## Коди IATA
Код авіакомпанії ІАТА може складатися з 2 або 3 символів. Спочатку коди складалися лише з двох літер латинського алфавіту. Однак з часом це призвело до проблеми нестачі кодів для всіх перевізників (див. нижче). Через це були введені у вжиток коди вигляду «1 цифра і 1 літера» і коди вигляду «1 літера і 1 цифра». Складатися з двох цифр код авіакомпанії не може.
ІАТА передбачає введення в дію кодів авіакомпаній з 3 латинських літер, однак такі коди ще нікому не присвоєно. В першу чергу це пов'язано з тим, що основні світові комп'ютерні системи бронювання квитків були розроблені тоді, коли проблема нестачі кодів ще не була актуальною, і не можуть забезпечити введення коду авіакомпанії з 3 знаків.

### Проблема нестачі кодів
Поєднання двох латинських літер як коду може дати 576 можливих варіантів кодів, з яких не всі є допустимими. Спочатку, коли авіаційні перевезення в кожній країні здійснювали 1-2 авіакомпанії, цього було достатньо.
Однак зростання світового обсягу авіаційних перевезень і кількості авіакомпаній-перевізників призвели до того, що цих кодів стало не вистачати на всіх охочих. Застосування цифр в складі коду збільшує загальне число можливих кодів приблизно до 1000. Однак і цього не вистачає.
Проти цієї проблеми ІАТА застосовує два основних методи:
1. Код, що вийшов з ужитку з якої-небудь причини, стає доступним для повторного використання вже через 6 місяців після припинення використання.
2. Застосовується політика «контрольованих повторень» (англ. «Controlled duplicates»), коли один і той же код призначається двом невеликим авіакомпаніям, географія польотів яких не перетинається в момент призначення коду і не має перспективи такого перетину в осяжному майбутньому.

## Внутрішня система кодування в колишньому СРСР

### Історична довідка
В СРСР до 1990-х років не було якої-небудь системи кодування авіакомпаній. Це було пов'язано з тим, що не було самих авіакомпаній. Цивільна авіація країни вважалася єдиним підприємством, керованим з Міністерства Цивільної Авіації. Всі внутрішні та міжнародні перевезення виконувалися під єдиною торговою маркою «Аерофлот». При цьому на ринку міжнародних перевезень «Аерофлот» вважався національною авіакомпанією і мав код ІАТА SU. Внутрішні перевезення виконували регіональні авіапідприємства (авіазагони), однак інформація про те, який авіазагін виконує той чи інший рейс, в широкій пресі не публікувалася. Пасажири дізнавалися цю інформацію з оголошення стюардеси на початку польоту.
У 1990-ті роки паралельно з розвалом СРСР почався процес відокремлення авіазагонів один від одного і від керівного центру. З часом всі авіазагони були перетворені в самостійні авіакомпанії. Цей факт зажадав введення в обіг системи кодування інформації про авіакомпанії. Така система була створена на основі системи кодів ІАТА та з урахуванням специфіки пост-радянського простору.

### Система кодування
Внутрішній код авіакомпанії складається з 2 знаків. Допустимі поєднання — 2 російських літери, 1 російська літера і 1 цифра, 1 цифра і 1 російська літера. Складатися з двох цифр-код не може. Передбачається введення в дію кодів з 3 російських літер. Однак за фактом такі коди ще не використовуються.
При утворенні авіакомпаній з авіазагонів коди у міру сил  призначалися так, щоб утворити абревіатуру від назви компанії або скорочення від назви основного аеропорту базування авіакомпанії. Наприклад, Пулковські авіалінії мають внутрішній код ПЛ.
Авіакомпанії, що виконують тільки внутрішні перевезення по території Росії, як правило, мають тільки внутрішній код. Авіакомпанії, що виконують польоти з Росії за її межі, мають одночасно два коди ІАТА і внутрішній. Код ІАТА безумовно обов'язковий для авіакомпанії, що виконує міжнародні перевезення. Як правило, якщо внутрішня авіакомпанія виходить на міжнародний ринок, то її внутрішній код змінюється з таким розрахунком, щоб відповідати коду ІАТА. Наприклад, авіакомпанія «Сибір» (згодом перейменована на «S7 Airlines») отримала свого часу код ІАТА S7, після чого її внутрішній код був замінений на С7. У той же час, деякі авіакомпанії розглядають внутрішній код як свого роду «торгову марку» і при виході на міжнародний ринок зберігають внутрішній код без зміни. (Наприклад, Пулковські авіалінії зберегли внутрішній код ПЛ, хоча отримали код ІАТА FV)